# Cytisus
Cytisus is een geslacht uit de vlinderbloemenfamilie (Fabaceae). De soorten komen voor in Macaronesië, Europa en West-Azië.

## Soorten
- Cytisus acutangulus Jaub. & Spach
- Cytisus aeolicus Guss.
- Cytisus agnipilus Velen.
- Cytisus anatolicus (Güner) Vural
- Cytisus arboreus (Desf.) DC.
- Cytisus ardoinoi E.Fourn.
- Cytisus balansae (Boiss.) Ball
- Cytisus cantabricus (Willk.) Rchb.f. & Beck
- Cytisus decumbens (Durande) Spach
- Cytisus dieckii (Lange) Fern.Prieto, Nava, Fern.Casado, M.Herrera, Bueno Sánchez, Sa
- Cytisus emeriflorus Rchb.
- Cytisus filipes Webb
- Cytisus fontanesii Spach ex Ball
- Cytisus grandiflorus DC.
- Cytisus gueneri (H.Duman, Ba?er & Malyer) Vural
- Cytisus malacitanus Boiss.
- Cytisus multiflorus (L'Hér.) Sweet
- Cytisus nigricans L.
- Cytisus orientalis Loisel.
- Cytisus oromediterraneus Rivas Mart. & al.
- Cytisus osyrioides Svent.
- Cytisus procumbens (Waldst. & Kit. ex Willd.) Spreng.
- Cytisus proteus Zumagl.
- Cytisus scoparius (L.) Link - Brem
- Cytisus striatus (Hill) Rothm.
- Cytisus supranubius (L.f.) Kuntze
- Cytisus villosus Pourr.

## Hybriden
- Cytisus × cetius Beck
- Cytisus × pseudorochelii Simonk.
- Cytisus × versicolor Dippel